# يوحنا الافيلي

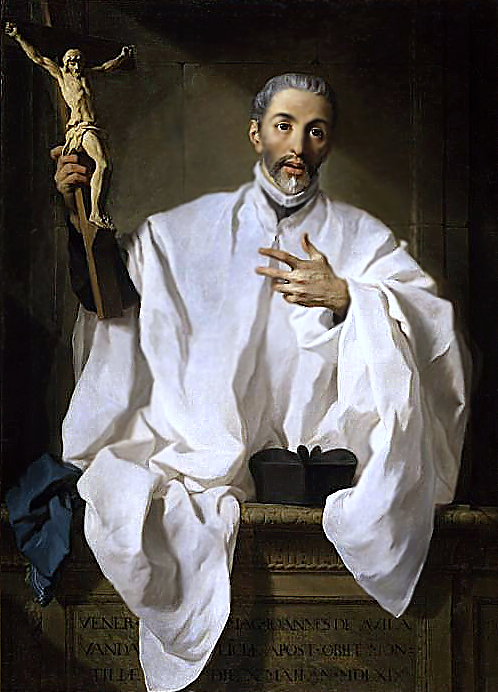
يوحنا الافيلي.

يوحنا الافيلي (بالإسبانية: Juan de Ávila)‏ ويلقب «برسول الأندلس» (6 كانون الثاني 1500 المودوفار ديل كامبو - 10 ايار 1569 مونتيلا إسبانيا) هو رسول، واعظ، كاتب، صوفي وقديس إسباني. طوّب عام 1970. ولد يوحنا في افيلا لأسرة من أصول يهودية. في سن الرابعة عشرة تم ارساله إلى جامعة سالامانكا لدراسة القانون، لكنه عاد بعد عام إلى منزل والده، حيث أمضى سنوات ثلاث في ممارسة التقشف والتقوى.
بناء على نصحية اباء فرانسيسكان مسافرون خلال المودفار، وافق على دراسةِ الفلسفةِ وعِلْمِ اللآهوت في الكال، حيث كان له الفرصة أَنْ يَكُونَ عِنْدَهُ معلما، وهو الاب الدومنيكي المشهور دومنجو دي سوتو. في فترة داسته مات أبويهِ وبَعْدَ رسامتَه احتفلَ باحتفاله الأول في الكنيسةِ في المكان الذي دُفِنوا فيه، باعَ الملكيةَ العائليةَ وأعطى الإيراداتَ إلى الفقراء.
رَأى في خدمة العلاقات الطبيعيةِ مهنة إلى العملِ التبشيريِ الأجنبيِ فحظر للذِهاب إلى المكسيك. في 1527، بينما كَانَ في إشبيلية يَبْحثُ عن فرصة مناسبة لعَرْض لفكره الجديدِ في العملِ، ولائه العظيم جداً في الاحتفال بالقداس جَذبَ انتباهَ هيرناندو دي كونتريراس، كاهن إشبيلية، الذي عرفه إلى رئيسَ الأساقفة، دون ألونسو مانرقو دي لارا. رئيس الأساقفة رَأى في المبشّرِ الشابِ آلة قويَّة لإثارة الإيمانِ في الأندلس، وبعد الإقناعِ الكبيرِ أُقنعَ يوحنا لتَرْك رحلتِه إلى أمريكا.
خطبته الأولى كانت في 22 يوليو/تموزِ 1529، وهي التي أَسّستْ سمعتَه فوراً؛ وهي التي جمعت الحشودُ في الكنائسَ في كل خطبِه. في إشبيلية وُضِعَ أمام المحقّقِ وإتّهمَ بالمُبَالَغَة في شرح أخطارِ الثروةِ وبغْلقُ بابَ السماءِ على الأغنياءِ. براءته مِنْ التهمِ أثبتتْ سريعا، وبدعوةِ خاصّةِ مِنْ المحكمةِ عُيّنَ لالقاء الخطبةِ في العيدِ القادمِ في كنيسةِ سانت سلفادور، في إشبيلية.
مثل الصوفيين الإسبانِ الآخرينِ في تلك الفترةِ، بضمنهم لا بيتا دي بيدراهيتا، اتهم عدّة مرات أثناء مهنتِه، واعتبر ضلاليا.
بَدأَ مهنتَه كواعظ رسولي في الأندلس، بعمرِ ثلاثون. بعد تسع سَنَواتِ عادَ إلى إشبيلية، فقط لينتقل إلى قرطبة، غرناطة، بايزا، مونتيلا وزافرا. لثمان عشْرة سنةِ قبل موتِه كَانَ ضحيّةَ المرضِ.
نتيجة مشاقِ عمله الرسولي لأربعون سنةِ. أعلنَ موقّرا مِن قِبل البابا كليمنت الثّالث عشر في 8 فبراير/شباطِ 1799 وطوّبَ مِن قِبل البابا ليو الثّالث عشر في 12 نوفمبر/تشرين الثّاني 1893. في 1970 قُدّسَ مِن قِبل البابا بولس السادس.
من بين التوابعِ الذين تبعوا رسالته القدّيسةَ تيريزا الافيلية، القدّيس يوحنا لله، القديس فرانسيز بورجيا ولويس الموقر لغرناطة.
جمعت أعمال القدّيس يوحنا الافيلي في مدريد في 1618, 1757، 1792 و1805؛ حيث ان ترجمة فرنسية مِن قِبل دانديللي نُشِرتْ في باريس في 1673؛ وترجمة ألمانية مِن قِبل شيرمير في ستّة مجلداتِ أُصدرتْ في ريجينسبيرغ بين 1856 و1881. أعماله الفضلى المعروفة «أودي فيلي»(ترجمة إنجليزية، 1620)، إحدى أفضل الكتابات على الكمالِ المسيحيِ، و«رسائله الروحية» (ترجمة إنجليزية، 1631، أعيدَ طباتها لندن 1904) إلى توابعِه. واعلن في يوم 20 اب 2011 ملفان للكنيسة من قبل البابا بندكتس السادس عشر.

## روابط خارجية
- يوحنا الافيلي على موقع الموسوعة البريطانية (الإنجليزية)